# Водное поло на летней Универсиаде 1977
Ватерпольный турнир на летней Универсиаде 1973 проходил в Софии (Болгария). Соревновались мужские сборные команды. Чемпионом Универсиады стала сборная Румынии.

## Медальный зачёт
| Место | Страна  | Золото | Серебро | Бронза | Всего |
| ----- | ------- | ------ | ------- | ------ | ----- |
| 1     | Румыния | 1      | 0       | 0      | 1     |
| 2     | Венгрия | 0      | 1       | 0      | 1     |
| 3     | Италия  | 0      | 0       | 1      | 1     |

| Чемпион Универсиады по водному поло 1977 |
| ---------------------------------------- |
| Румыния Первый титул                     |

## Ссылка
- Universiade water polo medalists on HickokSports (англ.)